# Stellettinopsis
Stellettinopsis is een geslacht van sponsdieren uit de klasse van de Demospongiae (gewone sponzen). 

## Soorten
- Stellettinopsis baiana Sandes, Lira, Pinheiro & Muricy, 2020
- Stellettinopsis cherbonnieri Lévi, 1961
- Stellettinopsis corticata Carter, 1879
- Stellettinopsis euastrum Schmidt, 1880
- Stellettinopsis fenimorea (Laubenfels, 1934)
- Stellettinopsis hajdui (Moraes, 2011)
- Stellettinopsis laviniensis (Dendy, 1905)
- Stellettinopsis megastylifera (Wintermann-Kilian & Kilian, 1984)
- Stellettinopsis ruber (Lehnert & van Soest, 1998)
- Stellettinopsis solida Lévi, 1965

### Synoniemen
- Stellettinopsis album Alcolado & Gotera, 1986 => Asteropus albus (Alcolado & Gotera, 1986)
- Stellettinopsis annulata Schmidt, 1880 => Annulastrella schmidti Maldonado, 2002
- Stellettinopsis carteri Ridley, 1884 => Rhabdastrella globostellata (Carter, 1883)
- Stellettinopsis coriacea Carter, 1886 => Jaspis stellifera (Carter, 1879)
- Stellettinopsis dominicana Pulitzer-Finali, 1986 => Stellettinopsis megastylifera (Wintermann-Kilian & Kilian, 1984)
- Stellettinopsis isis de Laubenfels, 1954 => Melophlus sarasinorum Thiele, 1899
- Stellettinopsis kaena de Laubenfels, 1957 => Asteropus kaena (de Laubenfels, 1957)
- Stellettinopsis ketostea Laubenfels, 1950 => Asteropus ketostea (Laubenfels, 1950)
- Stellettinopsis lutea Carter, 1886 => Jaspis lutea (Carter, 1886)
- Stellettinopsis purpurea Carter, 1886 => Rhabdastrella globostellata (Carter, 1883)
- Stellettinopsis simplex Carter, 1879 => Asteropus simplex (Carter, 1879)
- Stellettinopsis tuberculata Carter, 1886 => Stelletta tuberculata (Carter, 1886)
- Stellettinopsis velezi Wintermann-Kilian & Kilian, 1984 => Jaspis velezi (Wintermann-Kilian & Kilian, 1984)